# Piptocarpha regnellii
Piptocarpha regnellii là một loài thực vật có hoa trong họ Cúc. Loài này được (Sch.Bip.) Cabrera miêu tả khoa học đầu tiên năm 1957.